# Tzatziki
Lo tzatziki (in greco τζατζίκι, [d͡zaˈd͡zici]), cacık (in turco) o xaxiq (in albanese)  è un tipo di antipasto, zuppa o salsa a base di yogurt diffuso nei Balcani meridionali e nel Medio Oriente.

## Etimologia
La parola greca Tzatziki deriva dal turco Cacık (pr. [d͡ʒaˈd͡ʒɯk]), che è il nome con cui i turchi chiamano questa pietanza.

## Descrizione

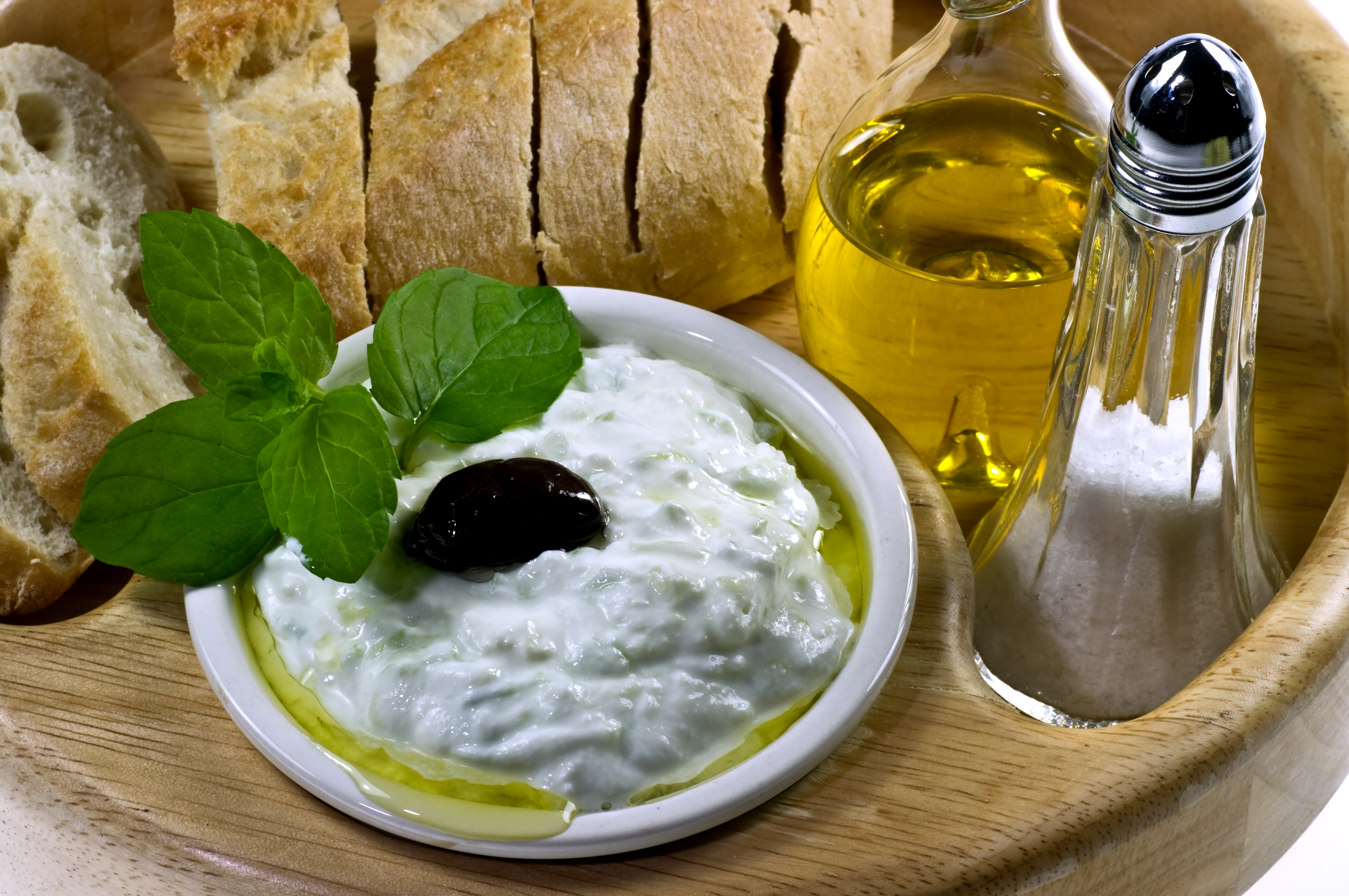
Tzatziki servito con pane e condimenti

La base comune a tutte le principali tradizioni viene preparata con yogurt, generalmente di pecora (o di capra), poi cetrioli (in forma di purea o finemente spezzettati), quindi aglio, sale e olio d'oliva.
Altri ingredienti si aggiungono nelle ricette tipiche o secondo il proprio gusto; generalmente è arricchito con varie erbe, tra cui l'aneto e la menta. A volte si aggiunge, inoltre, un cucchiaio di aceto e/o una quantità variabile di cipolla o altre spezie aromatiche.
Viene spesso servito, accompagnato da pane o pita, come il primo piatto di un pasto, con olive nere. È uno dei componenti principali del souvlaki e del gyros greci.
In Bulgaria si usano sia lo tzatziki, che è chiamato snežanka (снежанка), sia un tipo di tzatziki molto più liquido, che qui prende il nome di tarator ("Таратор").
Lo Tzatziki è chiamato in Iraq jajik, a Cipro talaturi.

## Preparazione
Un sistema pratico per la preparazione di questo piatto è il seguente: si gratta il cetriolo su una comune grattugia con tutta la buccia; si mette il preparato in un canovaccio un po' fine e molto poroso, si chiude bene e si strizza, con una certa energia, in modo da far perdere buona parte dell'acqua contenuta all'interno del cetriolo; si mescola il tutto con dello yogurt greco di pecora (dal gusto saporito). In seguito vanno aggiunti aglio, possibilmente schiacciato e non triturato, un cucchiaino d'olio, limone, erbe aromatiche a scelta (aneto, menta, origano ecc.) e sale.
Gli ingredienti, in aggiunta al cetriolo e allo yogurt che sono la base dello tzatziki, variano moltissimo da regione a regione: è possibile usare aceto anziché limone e in alcuni casi si usa il pepe.